# Gothic 3: Zmierzch bogów
Gothic 3: Zmierzch bogów (niem. Gothic 3: Götterdämmerung) – samodzielny dodatek do gry Gothic 3, wyprodukowany przez indyjską firmę Trine Games i wydany przez JoWooD Entertainment w 2008 roku. Polonizacją oraz wydaniem gry w Polsce zajął się CD Projekt.

## Fabuła
Fabularnie dodatek stanowi pomost między częścią trzecią a Arcanią.
Minęły dwa lata od wydarzeń z podstawowej wersji gry. Myrtana została podzielona na cztery części rządzone przez dawnych przyjaciół bezimiennego bohatera. Gorn zajął twierdzę paladynów – Gothę, Thorus przejął zamek w Trelis i okoliczne tereny oraz zjednoczył orków, Lee przejął wschodnią część kraju oraz stolicę – Vengard, zaś bracia Inog i Anog odsunęli się od konfliktu wojennego i zarządzają Silden i Geldern.
Konflikt toczy się pomiędzy Gornem i Thorusem. Orkowie napadają na kupców oraz obywateli Myrtany, a buntownicy zawzięcie przeciw temu protestują. Bohater, po wyczerpującej walce z Xardasem zamierza ponownie zjednoczyć Myrtanę.

## Świat gry
W odróżnieniu od gry Gothic 3, twórcy oddali graczom do eksploracji jedynie Myrtanę, pozostałych krain, tj. Varantu i Nordmaru, nie można eksplorować, bowiem przejścia do nich są zastawione skałami lub niewidzialnymi ścianami. Wiele miast uległo znacznym zmianom, odbudowano świątynie i zamki, a kraj powoli budzi się po wojennych przejściach.

## Odbiór gry
Dodatek został bardzo surowo przyjęty przez recenzentów. Za największą wadę uznano liczne błędy i niedopracowanie gry oraz braki fabularne i nudną rozgrywkę. Przykładowo gra ma problemy ze śledzeniem poczynań gracza – w niektórych rozmowach zdarzają się kwestie dotyczące wydarzeń, do których nie doszło lub postaci, o których bohater jeszcze nigdy nie słyszał, a wie kim są. Według Daniela Bartosika z czasopisma „CD-Action” „silnik wciąż nie doczekał się optymalizacji, w związku z czym gra bardzo długo ładuje dane. Co gorsza, ZB działa gorzej niż G3”. Przyznał grze ocenę 4/10.
To wszystko sprawiło, że Zmierzch bogów dostał dosyć niskie oceny. Średnia z recenzji na Metacritic wyniosła 44/100 punktów.
W związku z takim przyjęciem gry, JoWooD Entertainment, wydawca dodatku, przeprosił graczy za niespełnienie oczekiwań graczy.

## Edycja rozszerzona
Dnia 22 marca 2011 r. wydano edycję rozszerzoną Zmierzchu bogów. Dostępna jest ona w dwóch wersjach: jako darmowy 1,5-gigabajtowy patch do gry dostępny do ściągnięcia z Internetu lub jako produkt sprzedawany na platformie Steam. Łatka była opracowywana na zlecenie firmy JoWood przez zespół Mad Vulture Games (znany też jako Community Patch Team), który wcześniej stworzył także edycję rozszerzoną gry Gothic 3. Łatka poprawia wiele błędów gry oraz dodaje nowe możliwości i opcje, dostępna jest także w j. polskim.